# Bossone (cardinal)
Bossone est un cardinal italien de l'Église catholique du XIIe siècle, nommé par le pape Pascal II.

## Biographie
Le pape Pascal II le  crée  cardinal  lors du consistoire de 1117. Bossone participe à l'élection du pape Gélase II en 1118 et à l'élection du pape Honoré II en 1124. Il est légat en  Espagne.